# Chromidotilapia nana
Espèce
Statut de conservation UICN

 DD  : Données insuffisantes
Chromidotilapia nana est une espèce de poissons de la famille des Cichlidés endémique du Gabon.